# League Cup 1976/77
Der League Cup 1976/77 war die 17. Austragung des Football League Cup (meist nur als League Cup bekannt).
Am Pokalwettbewerb, der am 14. August 1976 für die 92 englischen Spitzenvereine begann, nahmen zum siebten Mal alle Mannschaften teil. Zum zweiten Mal in Folge wurde die erste Runde über Hin- und Rückspiel, die folgenden vier Runden wie gewohnt im K.-o.-System über eine Partie und im Halbfinale wieder über Hin- und Rückspiel entschieden. Das Finale, das erst im zweiten Wiederholungsspiel am 13. April 1977 mit einem Sieger endete, entschied der Erstligist Aston Villa für sich. Unterlegener Finalist war der FC Everton.

## Wettbewerb

### Erste Runde
Zur ersten Runde traten die Vereine an, die in der Vorsaison 1975/76 die 56 schwächsten Platzierungen in der Gesamttabelle aller vier Profiligen belegt haben. Anders gesprochen hatten die besten 36 Mannschaften im englischen Profiligasystem in der ersten Runde ein Freilos.
|                   | Gesamt |                        | Hinspiel | Rückspiel |
| ----------------- | ------ | ---------------------- | -------- | --------- |
| Crystal Palace    | 3:2    | FC Portsmouth          | 2:2      | 1:0       |
| Crewe Alexandra   | 3:4    | Tranmere Rovers        | 2:1      | 1:3       |
| Doncaster Rovers  | 2:2    | Lincoln City           | 1:1      | 1:1       |
| Grimsby Town      | 0:3    | Sheffield Wednesday    | 0:3      | 0:0       |
| Huddersfield Town | 4:1    | Hartlepool United      | 2:0      | 2:1       |
| Halifax Town      | 1:1    | FC Darlington          | 0:0      | 1:1       |
| FC Chesterfield   | 3:4    | Rotherham United       | 3:1      | 0:3       |
| FC Chester        | 5:4    | Hereford United        | 2:0      | 3:4       |
| AFC Bournemouth   | 0:1    | Torquay United         | 0:0      | 0:1       |
| FC Aldershot      | 1:3    | FC Gillingham          | 1:1      | 0:2       |
| Bradford City     | 4:2    | Oldham Athletic        | 1:1      | 3:1       |
| FC Bury           | 3:2    | Preston North End      | 2:1      | 1:1       |
| Cardiff City      | 6:5    | Bristol Rovers         | 2:1      | 4:4       |
| FC Millwall       | 3:3    | Colchester United      | 2:1      | 1:2       |
| Mansfield Town    | 2:2    | Scunthorpe United      | 2:0      | 0:2       |
| Swindon Town      | 3:4    | Northampton Town       | 3:2      | 0:2       |
| Swansea City      | 4:2    | AFC Newport County     | 4:1      | 0:1       |
| FC Watford        | 3:1    | FC Brentford           | 1:1      | 2:0       |
| AFC Workington    | 0:0    | Stockport County       | 0:0      | 0:0       |
| York City         | 0:0    | FC Barnsley            | 0:0      | 0:0       |
| Southend United   | 2:3    | Brighton & Hove Albion | 1:1      | 1:2       |
| FC Southport      | 2:2    | Carlisle United        | 1:2      | 1:0       |
| Plymouth Argyle   | 0:2    | Exeter City            | 0:1      | 0:1       |
| Oxford United     | 1:2    | Cambridge United       | 1:0      | 0:2       |
| Shrewsbury Town   | 0:2    | FC Walsall             | 0:1      | 0:1       |
| Port Vale         | 1:2    | AFC Wrexham            | 1:1      | 0:1       |
| FC Reading        | 3:3    | Peterborough United    | 2:3      | 1:0       |
| AFC Rochdale      | 1:5    | Blackburn Rovers       | 0:1      | 1:4       |

#### Wiederholungsspiele
| Datum           |                     | Ergebnis        |                  |
| --------------- | ------------------- | --------------- | ---------------- |
| 24. August 1976 | Carlisle United     | 3:2             | FC Southport     |
| 24. August 1976 | Doncaster Rovers    | 1:1 (4:2 i. E.) | Lincoln City     |
| 24. August 1976 | Scunthorpe United   | 2:1             | Mansfield Town   |
| 24. August 1976 | York City           | 1:2 n. V.       | FC Barnsley      |
| 25. August 1976 | Peterborough United | 3:1 n. V.       | FC Reading       |
| 30. August 1976 | Colchester United   | 4:4 (4:5 i. E.) | FC Millwall      |
| 30. August 1976 | Halifax Town        | 1:2 n. V.       | FC Darlington    |
| 30. August 1976 | AFC Workington      | 0:2             | Stockport County |

### Zweite Runde
Aus den beiden oberen Spielklassen gesellten sich nun die verbliebenen 36 Mannschaften hinzu.
| Datum             |                         | Ergebnis |                        |
| ----------------- | ----------------------- | -------- | ---------------------- |
| 31. August 1976   | FC Arsenal              | 3:2      | Carlisle United        |
| 1. September 1976 | Aston Villa             | 3:0      | Manchester City        |
| 1. September 1976 | Blackburn Rovers        | 1:3      | Stockport County       |
| 1. September 1976 | FC Blackpool            | 2:1      | Birmingham City        |
| 1. September 1976 | Bradford City           | 1:2      | Bolton Wanderers       |
| 1. September 1976 | Bristol City'           | 0:1      | Coventry City          |
| 1. September 1976 | FC Bury                 | 2:1      | FC Darlington          |
| 1. September 1976 | Cardiff City            | 1:3      | Queens Park Rangers    |
| 1. September 1976 | FC Chelsea              | 3:1      | Sheffield United       |
| 1. September 1976 | FC Chester              | 2:3      | Swansea City           |
| 1. September 1976 | Crystal Palace          | 1:3      | FC Watford             |
| 1. September 1976 | Doncaster Rovers        | 1:2      | Derby County           |
| 1. September 1976 | FC Everton              | 3:0      | Cambridge United       |
| 1. September 1976 | Exeter City             | 1:3      | Norwich City           |
| 1. September 1976 | FC Fulham               | 1:1      | Peterborough United    |
| 1. September 1976 | FC Gillingham           | 1:2      | Newcastle United       |
| 1. September 1976 | Ipswich Town            | 0:0      | Brighton & Hove Albion |
| 1. September 1976 | Leyton Orient           | 1:0      | Hull City              |
| 1. September 1976 | FC Liverpool            | 1:1      | West Bromwich Albion   |
| 1. September 1976 | Manchester United       | 5:0      | Tranmere Rovers        |
| 1. September 1976 | FC Middlesbrough        | 1:2      | Tottenham Hotspur      |
| 1. September 1976 | Northampton Town        | 0:1      | Huddersfield Town      |
| 1. September 1976 | Rotherham United        | 1:2      | FC Millwall            |
| 1. September 1976 | Scunthorpe United       | 0:2      | Notts County           |
| 1. September 1976 | FC Southampton          | 1:1      | Charlton Athletic      |
| 1. September 1976 | Stoke City              | 2:1      | Leeds United           |
| 1. September 1976 | AFC Sunderland          | 3:1      | Luton Town             |
| 1. September 1976 | Torquay United          | 1:0      | FC Burnley             |
| 1. September 1976 | FC Walsall              | 2:4      | Nottingham Forest      |
| 1. September 1976 | West Ham United         | 3:0      | FC Barnsley            |
| 1. September 1976 | Wolverhampton Wanderers | 1:2      | Sheffield Wednesday    |
| 1. September 1976 | AFC Wrexham             | 1:0      | Leicester City         |

#### Wiederholungsspiele
| Datum             |                        | Ergebnis |                |
| ----------------- | ---------------------- | -------- | -------------- |
| 6. September 1976 | West Bromwich Albion   | 1:0      | FC Liverpool   |
| 7. September 1976 | Brighton & Hove Albion | 2:1      | Ipswich Town   |
| 7. September 1976 | Charlton Athletic      | 2:1      | FC Southampton |
| 7. September 1976 | Peterborough United    | 1:2      | FC Fulham      |

### Dritte Runde
| Datum              |                      | Ergebnis |                        |
| ------------------ | -------------------- | -------- | ---------------------- |
| 20. September 1976 | FC Chelsea           | 2:0      | Huddersfield Town      |
| 21. September 1976 | Aston Villa          | 2:1      | Norwich City           |
| 21. September 1976 | FC Blackpool         | 1:1      | FC Arsenal             |
| 21. September 1976 | Charlton Athletic    | 0:1      | West Ham United        |
| 21. September 1976 | Derby County         | 1:1      | Notts County           |
| 21. September 1976 | FC Fulham            | 2:2      | Bolton Wanderers       |
| 21. September 1976 | FC Millwall          | 0:0      | Leyton Orient          |
| 21. September 1976 | Newcastle United     | 3:0      | Stoke City             |
| 21. September 1976 | Nottingham Forest    | 0:3      | Coventry City          |
| 21. September 1976 | Queens Park Rangers  | 2:1      | FC Bury                |
| 21. September 1976 | Sheffield Wednesday  | 3:1      | FC Watford             |
| 21. September 1976 | Stockport County     | 0:1      | FC Everton             |
| 21. September 1976 | Torquay United       | 1:2      | Swansea City           |
| 21. September 1976 | Tottenham Hotspur    | 2:3      | AFC Wrexham            |
| 21. September 1976 | West Bromwich Albion | 0:2      | Brighton & Hove Albion |
| 22. September 1976 | Manchester United    | 2:2      | AFC Sunderland         |

#### Wiederholungsspiele
| Datum              |                   | Ergebnis  |                   |
| ------------------ | ----------------- | --------- | ----------------- |
| 28. September 1976 | FC Arsenal        | 0:0 n. V. | Blackpool         |
| 4. Oktober 1976    | Bolton Wanderers  | 2:2 n. V. | FC Fulham         |
| 4. Oktober 1976    | Leyton Orient     | 0:0 n. V. | FC Millwall       |
| 4. Oktober 1976    | Notts County      | 1:2       | Derby County      |
| 4. Oktober 1976    | AFC Sunderland    | 2:2 n. V. | Manchester United |
| 5. Oktober 1976    | FC Blackpool      | 0:2       | FC Arsenal        |
| 6. Oktober 1976    | Manchester United | 1:0       | AFC Sunderland    |
| 18. Oktober 1976   | FC Fulham         | 1:2       | Bolton Wanderers  |
| 19. Oktober 1976   | FC Millwall       | 3:0       | Leyton Orient     |

### Vierte Runde
| Datum            |                        | Ergebnis |                     |
| ---------------- | ---------------------- | -------- | ------------------- |
| 26. Oktober 1976 | FC Arsenal             | 2:1      | FC Chelsea          |
| 26. Oktober 1976 | Aston Villa            | 5:1      | AFC Wrexham         |
| 26. Oktober 1976 | Brighton & Hove Albion | 1:1      | Derby County        |
| 26. Oktober 1976 | FC Everton             | 3:0      | Coventry City       |
| 26. Oktober 1976 | FC Millwall            | 3:0      | Sheffield Wednesday |
| 26. Oktober 1976 | Swansea City           | 1:1      | Bolton Wanderers    |
| 26. Oktober 1976 | West Ham United        | 0:2      | Queens Park Rangers |
| 27. Oktober 1976 | Manchester United      | 7:2      | Newcastle United    |

#### Wiederholungsspiele
| Datum            |                  | Ergebnis |                        |
| ---------------- | ---------------- | -------- | ---------------------- |
| 2. November 1976 | Bolton Wanderers | 5:1      | Swansea City           |
| 8. November 1976 | Derby County     | 2:1      | Brighton & Hove Albion |

### Viertelfinale
| Datum            |                     | Ergebnis |                  |
| ---------------- | ------------------- | -------- | ---------------- |
| 1. Dezember 1976 | Aston Villa         | 2:0      | FC Millwall      |
| 1. Dezember 1976 | Derby County        | 1:2      | Bolton Wanderers |
| 1. Dezember 1976 | Manchester United   | 0:3      | FC Everton       |
| 1. Dezember 1976 | Queens Park Rangers | 2:1      | FC Arsenal       |

### Halbfinale
Die Hinspiele wurden am 18. Januar 1977 und 1. Februar 1977, die Rückspiele am 15. Februar 1977 und 16. Februar 1977 ausgetragen.
|                     | Gesamt |                  | Hinspiel | Rückspiel |
| ------------------- | ------ | ---------------- | -------- | --------- |
| FC Everton          | 2:1    | Bolton Wanderers | 1:1      | 1:0       |
| Queens Park Rangers | 2:2    | Aston Villa      | 0:0      | 2:2 n. V. |

Entscheidungsspiel
| Datum            |                     | Ergebnis |             |
| ---------------- | ------------------- | -------- | ----------- |
| 22. Februar 1977 | Queens Park Rangers | 0:3      | Aston Villa |

### Finale

#### Erstauflage
| Aston Villa                                        | Aston Villa | FC Everton | FC Everton |
| -------------------------------------------------- | --- | --- | ---------- |
| Aston Villa                                        | \| Finale \| \| Samstag, 12. März 1977 in London (Wembley-Stadion) \| \| Ergebnis: 0:0 \| \| Zuschauer: 100.000 \| \| Schiedsrichter: Gordon Kew \| \| Spielbericht \|                   | \| Finale \| \| Samstag, 12. März 1977 in London (Wembley-Stadion) \| \| Ergebnis: 0:0 \| \| Zuschauer: 100.000 \| \| Schiedsrichter: Gordon Kew \| \| Spielbericht \|                 | FC Everton |
| Aston Villa                                        | John Burridge, John Gidman, John Robson, Leighton Phillips, Chris Nicholl, Dennis Mortimer, John Deehan, Brian Little, Andy Gray, Alex Cropley, Frank Carrodus Cheftrainer: Ron Saunders | David Lawson, Dave Jones, Terry Darracott, Mick Lyons, Ken McNaught, Andy King, Bryan Hamilton, Martin Dobson, Bob Latchford, Duncan McKenzie, Ronnie Goodlass Cheftrainer: Gordon Lee | FC Everton |
| Finale                                             | | |            |
| Samstag, 12. März 1977 in London (Wembley-Stadion) | | |            |
| Ergebnis: 0:0                                      | | |            |
| Zuschauer: 100.000                                 | | |            |
| Schiedsrichter: Gordon Kew                         | | |            |
| Spielbericht                                       | | |            |

#### Wiederholungsspiel
| Aston Villa                                         | Aston Villa | FC Everton | FC Everton |
| --------------------------------------------------- | --- | --- | ---------- |
| Aston Villa                                         | \| Finale \| \| Mittwoch, 16. März 1977 in Sheffield (Hillsborough) \| \| Ergebnis: 1:1 n. V. (1:1; 0:0) \| \| Zuschauer: 55.000 \| \| Schiedsrichter: Gordon Kew \| \| Spielbericht \|   | \| Finale \| \| Mittwoch, 16. März 1977 in Sheffield (Hillsborough) \| \| Ergebnis: 1:1 n. V. (1:1; 0:0) \| \| Zuschauer: 55.000 \| \| Schiedsrichter: Gordon Kew \| \| Spielbericht \| | FC Everton |
| Aston Villa                                         | John Burridge, John Gidman, John Robson, Leighton Phillips, Chris Nicholl, Dennis Mortimer, John Deehan, Brian Little, Andy Gray, Gordon Cowans, Frank Carrodus Cheftrainer: Ron Saunders | David Lawson, Mike Bernard, Terry Darracott, Mick Lyons, Ken McNaught, Andy King, Bryan Hamilton, Roger Kenyon, Bob Latchford, Duncan McKenzie, Ronnie Goodlass Cheftrainer: Gordon Lee | FC Everton |
| Aston Villa                                         | 1:0 Roger Kenyon (79., Eigentor) | 1:1 Bob Latchford (88.) | FC Everton |
| Finale                                              | | |            |
| Mittwoch, 16. März 1977 in Sheffield (Hillsborough) | | |            |
| Ergebnis: 1:1 n. V. (1:1; 0:0)                      | | |            |
| Zuschauer: 55.000                                   | | |            |
| Schiedsrichter: Gordon Kew                          | | |            |
| Spielbericht                                        | | |            |

#### 2. Wiederholungsspiel
| Aston Villa                                           | Aston Villa | FC Everton | FC Everton |
| ----------------------------------------------------- | --- | --- | ---------- |
| Aston Villa                                           | \| Finale \| \| Mittwoch, 13. April 1977 in Manchester (Old Trafford) \| \| Ergebnis: 3:2 n. V. (2:2; 0:1) \| \| Zuschauer: 54.749 \| \| Schiedsrichter: Gordon Kew \| \| Spielbericht \| | \| Finale \| \| Mittwoch, 13. April 1977 in Manchester (Old Trafford) \| \| Ergebnis: 3:2 n. V. (2:2; 0:1) \| \| Zuschauer: 54.749 \| \| Schiedsrichter: Gordon Kew \| \| Spielbericht \| | FC Everton |
| Aston Villa                                           | John Burridge, John Gidman, John Robson, Leighton Phillips, Chris Nicholl, Dennis Mortimer, Ray Graydon, Brian Little, John Deehan, Alex Cropley, Gordon Cowans Cheftrainer: Ron Saunders | David Lawson, Neil Robinson, Terry Darracott, Mick Lyons, Ken McNaught, Andy King, Bryan Hamilton, Martin Dobson, Bob Latchford, Jim Pearson, Ronnie Goodlass Cheftrainer: Gordon Lee     | FC Everton |
| Aston Villa                                           | 1:1 Chris Nicholl (80.) 2:1 Brian Little (81.) 3:2 Brian Little (119.) | 0:1 Bob Latchord (38.) 2:2 Mick Lyons (83.) | FC Everton |
| Finale                                                | | |            |
| Mittwoch, 13. April 1977 in Manchester (Old Trafford) | | |            |
| Ergebnis: 3:2 n. V. (2:2; 0:1)                        | | |            |
| Zuschauer: 54.749                                     | | |            |
| Schiedsrichter: Gordon Kew                            | | |            |
| Spielbericht                                          | | |            |